# Ilisia indianensis
Ilisia indianensis là một loài ruồi trong họ Limoniidae. Chúng phân bố ở miền Tân bắc.